# Arbejdsmarkedsbidrag
Arbejdsmarkedsbidraget (også kendt som AM-bidrag) er en skat på 8 %, som pålægges al arbejdsindkomst (dvs. lønindkomst og indkomst for selvstændige) i Danmark uden fradrag af nogen art. Af samme grund omtales den ofte som bruttoskat. Den blev indført som følge af skattereformen, der blev vedtaget af Folketinget i 1993, med virkning fra 1994. I modsætning til de øvrige danske indkomstskatter pålægges den ikke overførselsindkomster og kapitalindkomst. Man kan heller ikke trække pensionsindbetalinger fra grundlaget for arbejdsmarkedsbidraget; til gengæld pålægges pensionsudbetalinger ikke arbejdsmarkedsbidrag. 
I perioden 1988-1991 optrådte ordet arbejdsmarkedsbidrag (her oftest forkortet AMBI) i en anden betydning, idet det var navnet på en afgift, staten opkrævede hos erhvervsvirksomheder på 2½ pct. af værdien af deres varer og tjenesteydelser. Afgiften blev kendt ugyldig af EF-domstolen i 1992, men var allerede inden da blevet afskaffet og erstattet af en momsforhøjelse og lønsumsafgift. 